# Fahr D 270
Der Fahr D 270 ist ein Traktormodell des deutschen Herstellers Fahr, das von 1954 bis 1958 produziert wurde. Aufgrund seiner Zuverlässigkeit, einfachen Bedienung und vielseitigen Einsatzmöglichkeiten erfreute sich dieser Traktor großer Beliebtheit bei Landwirten und ist auch heute noch bei Sammlern und Liebhabern begehrt.

## Modellgeschichte
Die Entwicklung des Fahr D 270 begann 1953 als Ersatz für das erfolgreiche Vorgängermodell D 30. Schon im Januar 1954 wurde der neue Fahr D 270 B auf den Markt gebracht. Der Traktor war mit dem bewährten luftgekühlten Deutz F2 L 514 Zweizylinder-Motor ausgestattet, der eine Leistung von 32 PS bei 1650/min bot; zwei PS mehr durch eine erhöhte Drehzahl im Vergleich zum Vorgängermodell. Ursprünglich wurde das Fahr F12-Getriebe mit fünf Vorwärtsgängen und einem Rückwärtsgang verwendet. Allerdings bewährte sich dieses Getriebe nicht und die Produktion wurde im April nach nur 66 gebauten Exemplaren eingestellt. Stattdessen wurde Mitte 1954 der D 270 weiter produziert. Er entsprach im Wesentlichen dem D 270 B, jedoch wurde das neue Fahr F16-Getriebe verwendet, das solider konstruiert war. Die Gangzahl blieb gleich. Die Produktion des Fahr D 270 lief bis 1958 und es wurden insgesamt 1158 Exemplare verkauft.
Eine Hochrad-Version des Traktors, der Fahr D 270 H, wurde ebenfalls angeboten. Neben den größeren Hinterrädern war hier auch ein speziell darauf abgestimmtes Getriebe, das Fahr F16H, im Einsatz. Die Anzahl der Gänge blieb unverändert. Der D 270 H war sogar noch erfolgreicher als der D 270, da im gleichen Produktionszeitraum 1703 Exemplare verkauft wurden.

## Technische Daten
Der Fahr D 270 hat einen luftgekühlten Viertakt-Dieselmotor vom Typ Deutz F 2 L 514 mit einer Leistung von 32 PS bei 1650/min. Das Getriebe des D 270 ist ein F16-Getriebe mit fünf Vorwärtsgängen und einem Rückwärtsgang. Optional waren ein Kriechgang und eine Doppelkupplung mit drehzahlunabhängiger Zapfwelle erhältlich. Die Bereifung besteht aus 6.00-16 ASF-Reifen vorne und 11-28 AS-Reifen hinten. Der Traktor hat eine Länge von 2910 mm, eine Breite von 1588 mm und eine Höhe von 1620 mm. Das Gewicht beträgt 1880 kg und die Höchstgeschwindigkeit liegt bei 20 km/h.